# بی‌دی‌او گلوبال
بی‌دی‌او گلوبال (انگلیسی: BDO Global) شرکت خدمات حرفه‌ای بلژیکی است، که در سال ۱۹۶۴ تأسیس شد.